# Inguiniel
Inguiniel é uma comuna francesa na região administrativa da Bretanha, no departamento Morbihan. Estende-se por uma área de 51,79 km². Em 2010 a comuna tinha 2 240 habitantes (densidade: 43,3 hab./km²).